# Гуркин, Григорий Иванович
Григо́рий Ива́нович Гу́ркин (12 (24) января 1870, Улала — 11 октября 1937), известный также под псевдонимом Чорос-Гуркин — российский и советский художник, ученик И. И. Шишкина. По происхождению — алтаец, представитель рода Чорос.

## Биография
Григорий Иванович Гуркин родился 12 (24) января 1870 года в селе Улала в крещёной семье. В 1878 году был отдан в класс иконописания школы при Алтайской духовной миссии.
После окончания миссионерской школы некоторое время работал учителем, но, долго не выдержав, обратился к иконописи. В 1896 году Гуркин познакомился с собирателем алтайского фольклора А. В. Анохиным, открывшим молодому художнику мир современной живописи.

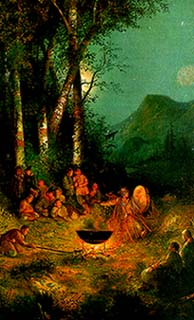
Г. И. Гуркин, «Ночь жертвы» («Камлание») (1897)

Первая картина — «Ночь жертвы», с которой Гуркин безуспешно пытался поступить в петербургскую Академию художеств — полна таинственности и наивности. Православный по рождению и воспитанию, художник весьма смутно представлял себе быт и религию алтайцев. Лишь позднее, в годы творческого рассвета, автор всерьёз занялся изучением алтайского быта, оставив тысячи рисунков, возможно, не столько художественной, сколько этнографической и религиозной ценности.
Работы Гуркина заметил И. И. Шишкин, который пригласил молодого художника к себе жить и учиться. Он же помог определиться в Академию вольнослушателем. У Шишкина Григорий Гуркин учился всего полгода — на глазах у Гуркина тот скоропостижно скончался, работая за мольбертом.
После смерти учителя Гуркин уехал на Алтай, но через несколько месяцев вернулся в Академию и учился у А. А. Киселева, в классе которого он был вольнослушателем. Мэтры открыли его истинное призвание — пейзаж. После недолгого периода подражания Шишкину художник встал на собственный путь. Уже в течение 1903—1905 годов он написал ряд картин, характеризующих зрелого мастера.
В 1903 году художник вернулся на Алтай и обосновался в селе Анос, работал учителем, женился.

## Творчество

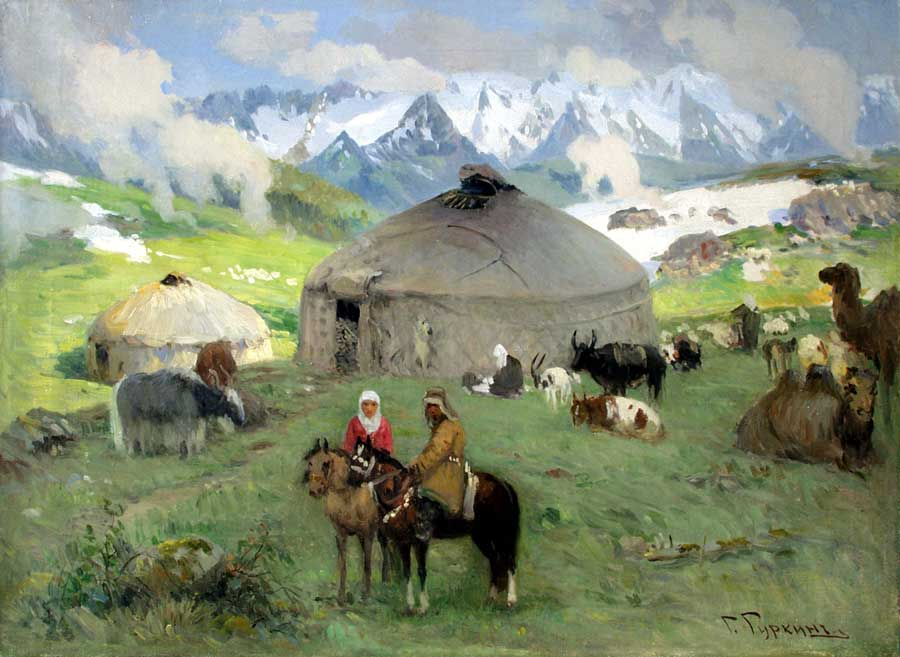
Григорий Гуркин. Кочевники в горах

Примерно с 1905 года началась творческая зрелость художника. За десятилетие Гуркиным были созданы такие значительные произведения, как «Катунь весной» (1903), «Озеро в Лаже» (1907), «Хан Алтай» (1907), «Река Ядыгем» (1909), «Каракол» (1909), «Ледоход» (1909), «Алтай. Горная долина» (1909), «Корона Катуни» (1910), «Озеро горных духов» (1910) и другие. В 1906—1907 годах в Томске, губернском центре Томской губернии, куда входил и Горный Алтай, устраивалась выставка художника. Это было время расцвета сибирской культуры. Томскому просветителю Г. Н. Потанину удалось собрать вокруг себя культурную интеллигенцию практически всей Западной Сибири: писателей, журналистов, артистов. Он неутомимо разыскивал и поддерживал всё мало-мальски талантливое вокруг. В такой атмосфере Гуркин быстро завоевал признание. В течение 1906—1915 годов художник объездил с выставками всю Сибирь и стал признанным классиком сибирской живописи.

Г. И. Гуркин, «Хан Алтай» (1912 г.)

Постепенно алтайский художник, начиная с изображения конкретных природных объектов на ранних этапах своего творчества, перешёл к созданию обширных композиционных картин, передающих характер алтайского пейзажа в целом. В 1912 году появилась картина «Хан-Алтай», первый вариант которой был создан в 1903 году, а последний — незадолго до смерти художника. В своих лучших произведениях Гуркин стремился создать образ величественной природы Алтая в её целостности и красоте.
К другой, стержневой в его эволюции картине «Озеро горных духов» (Красноярский государственный художественный музей им. В. И. Сурикова) Гуркин шёл через длинный ряд работ, связанных общим мотивом. Мотив этот — реки и озёра, сбросившие оковы льда. Одной из первых по времени исполнения в этом ряду стоит картина «Озеро в Лаже» (1909) с её ясной умиротворенностью и величавостью.
Советский писатель-фантаст И. А. Ефремов в рассказе «Озеро горных духов», написанном в 1942—1943 годах, выводит в качестве персонажа художника Чоросова, живущего недалеко от Чемала, упоминая о его картинах «Корона Катуни», «Хан-Алтай» и «Дены-Дерь» («Озеро Горных Духов»). Загадочные свойства озера, изображённого на последней картине легли в основу сюжета рассказа. В предисловии к собранию своих рассказов И. А. Ефремов прямо называет имя Г. И. Гуркина как автора «использованной» им картины.

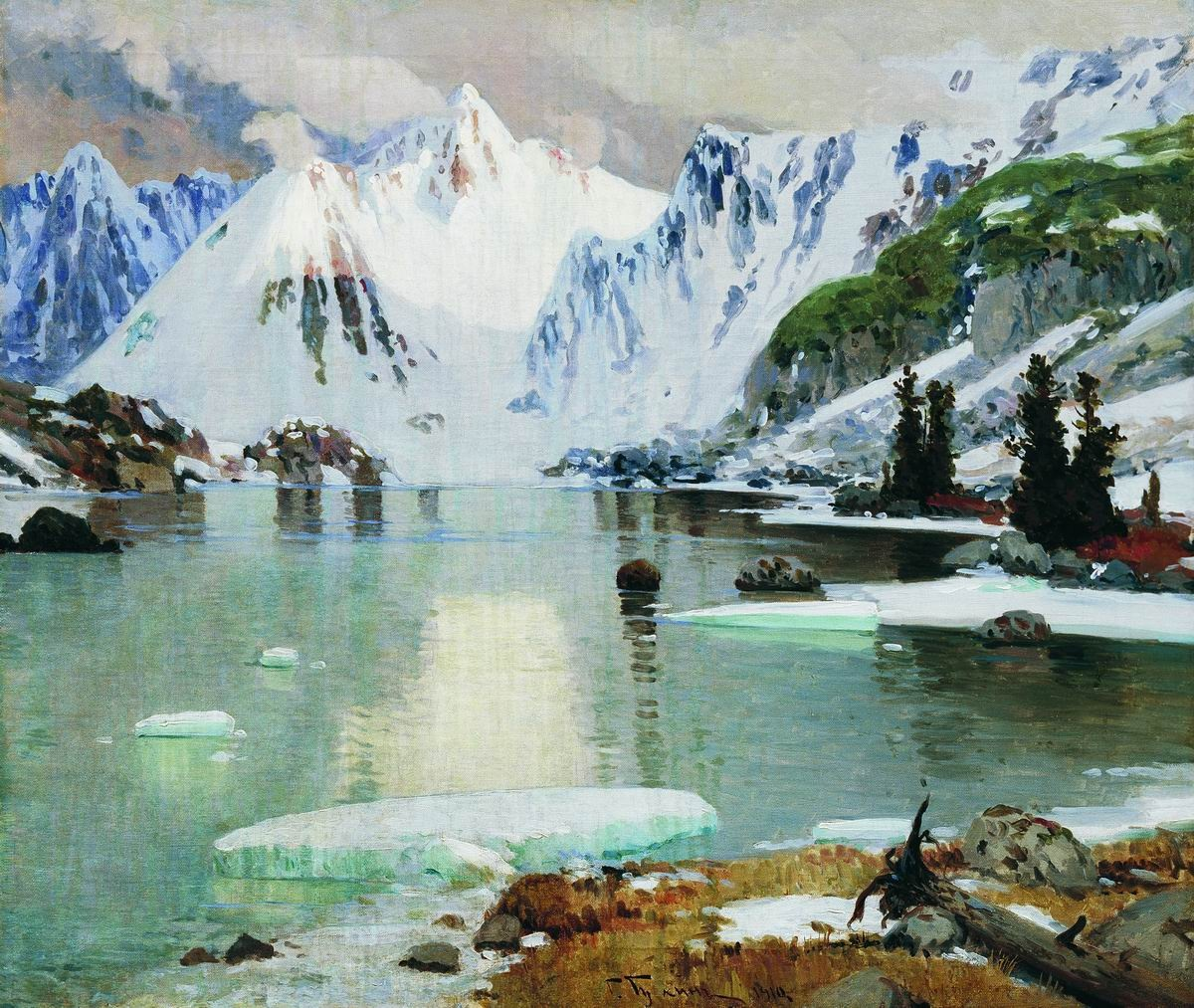
Г. И. Гуркин, «Озеро горных духов» (1910 г.)

Параллельно с пейзажами художник работал и в других жанрах, но менее успешно.
Ценителями творчества Гуркина были томские купцы Гадаловы.

## Участие в событиях 1917—1920 годов
12 мая 1917 года он выступил в Томске на первой сессии губернского народного собрания с докладом «Об Алтае и его нуждах» и сделал заявление о выделении инородцев Алтая в самостоятельный уезд. К этому времени он был уже сторонником бурханизма — алтайского религиозно-политического движения. Первая сессия Томского губернского собрания вынесла своё решение в пользу инородцев, предоставив им право на самоопределение. Решающее слово было высказано Григорием Потаниным: как учёный и политик он преследовал одну цель — объединение земель народа теле (русский Алтай, земли Минусинских туземцев, Урянхай, монгольский Алтай и Джунгария) в самостоятельную республику Алтай в составе Российского государства. Впервые данный вопрос стал предметом обсуждения на указанном Учредительном съезде 22 февраля 1918 года, где было принято решение об объединении в самостоятельную республику земель, входивших некогда в состав государства Ойрот.
Важный период жизни и творчества Гуркина (1917—1937) связан с событиями революции, Гражданской войны и установления Советской власти в Сибири. В 1918 году на волне революции было создано государственное образование алтайцев — Каракорум-Алтайская окружная управа, и художника, как самого известного представителя коренной национальности, уговорили её возглавить. В апреле 1919 года белогвардейцы арестовали неудачливого руководителя «за сепаратизм и измену Родине» и отправили в тюрьму города Бийска. Выпущенный под залог (в его административной деятельности не нашли «практических действий»), Гуркин, спрятав свои картины, с семьёй поспешил перебраться в Монголию, а в 1920 году переехал в Туву.
В 1925 году художника уговорили возвратиться в Советскую Россию. Приём поначалу был восторженным, Гуркину устроили две выставки в Новосибирске (в те годы ставшем административным центром Сибирского края), а в 1926 году — в Москве, где к хору восхищавшихся самобытным талантом присоединил свой голос и Луначарский.
Творческий путь художника в 1920-е и 1930-е годы был тесно связан с социалистической новью Алтая. Его талант был востребован Советской властью: ни один праздник в Горном Алтае, да и в Новосибирске, не обходился без участия художника. Плакаты, разрисовки и другая подённая работа стали обязанностью художника. Он создал рисунки к алтайскому букварю, иллюстрировал народный эпос. И продолжал писать картины. Его живопись обрела новые качества: красочность, умиротворённость. Всё большую роль в его творчестве играла декоративность.
В 1937 году Гуркин был арестован и расстрелян по обвинению в организации подпольной националистической группы и шпионаже в пользу Японии.
Реабилитирован посмертно в 1956 году.

## Память

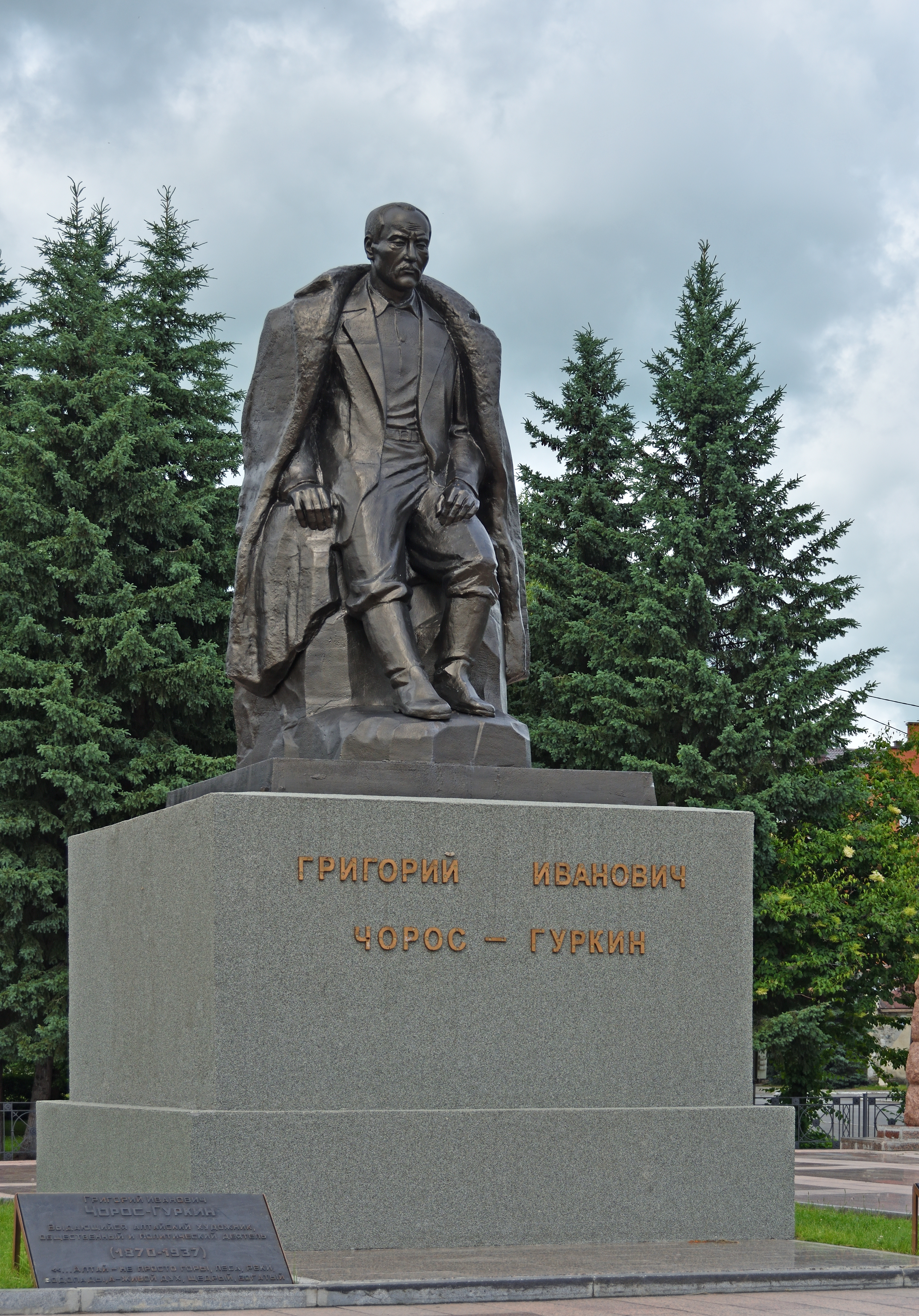
Памятник Григорию Гуркину в Горно-Алтайске.

В 1992 году в Республике Алтай была учреждена ежегодная общественная республиканская премия имени Григория Ивановича Чорос-Гуркина, ежегодно вручаемая в день рождения художника лучшим людям творческого труда.
Первым лауреатом республиканской государственной премии Г. И. Гуркина стал график и живописец, член Союза художников России (с 1971 г.), заслуженный художник РСФСР (с 1982 г.), народный художник Республики Алтай (с 2004 г.), лауреат премии имени Ленинского комсомола Алтая (с 1960 г.) И. И. Ортонулов.
В январе 1995 года именем Гуркина была названа одна из центральных улиц столицы Республики Алтай.
12 января 2006 года в селе Анос Чемальского района, где располагалась мастерская и дом художника, в котором он жил с семьёй, был открыт музей.
5 июля 2006 года в рамках празднования вхождения Горного Алтая в состав России в центре Горно-Алтайска был открыт памятник Г. И. Гуркину работы художника В. Чукуева.
3 февраля 2010 года в Национальном театре имени П. Кучияка в Горно-Алтайске состоялась премьера спектакля посвящённого Г. И. Гуркину.
Картины Г. И. Гуркина экспонируются в Национальном музее имени А. В. Анохина.